# Hogir Hirori
Hogir Hirori, né le 7 mai 1980 à Duhok, au Kurdistan (Irak), est un cinéaste kurde irakien.

## Filmographie

### Directeur de la photographie
- 2008 : Hewa starkast i Sverige
- 2014 : Victims of IS
- 2016 : Flickan som räddade mitt liv

### Réalisateur
- 2008 : Hewa starkast i Sverige
- 2014 : Victims of IS
- 2016 : Flickan som räddade mitt liv
- 2017 : The Deminer

### Monteur
- 2008 : Hewa starkast i Sverige
- 2014 : A Lonely Life
- 2014 : Victims of IS
- 2016 : Flickan som räddade mitt liv
- 2017 : The Deminer

### Producteur
- 2008 : Hewa starkast i Sverige
- 2016 : Flickan som räddade mitt liv
- 2017 : The Deminer

### Effets spéciaux
- 2014 : A Lonely Life

### Scénariste
- 2008 : Hewa starkast i Sverige
- 2016 : Flickan som räddade mitt liv
- 2017 : The Deminer